# Шарлотта Саксен-Мейнингенская
Мария Шарлотта Амалия Эрнестина Вильгельмина Филиппина Саксен-Мейнингенская (нем. Marie Charlotte Amalie Ernestine Wilhelmine Philippine von Sachsen-Meiningen; 11 сентября 1751, Франкфурт-на-Майне — 25 апреля 1827, Генуя) — принцесса Саксен-Мейнингенская, в замужестве герцогиня Саксен-Гота-Альтенбургская.

## Биография
Шарлотта — дочь герцога Антона Ульриха Саксен-Мейнингенского и его супруги Шарлотты Амалии, урождённой принцессы Гессен-Филипстальской. 21 марта 1769 года в Мейнингене она вышла замуж за герцога Саксен-Гота-Альтенбурга Эрнста II, пришедшего к власти в герцогстве в 1772 году.
Герцог Эрнст II считался просвещённым монархом, развивавшим искусство и науки и приведшим свою страну к культурному расцвету. Шарлотта оказывала ему в этом всяческую поддержку. Вместе с супругом Шарлотта поддерживала астрономическую науку.
У Шарлотты и её мужа родилось четверо сыновей, среди которых были два будущих герцога Саксен-Гота-Альтенбурга Август и Фридрих IV. После смерти герцога в 1804 году у Шарлотты возникли сложности с его наследником герцогом Августом. Она покинула Готу и провела некоторое время в Эйзенберге. Затем она прожила несколько лет на юге, в Марселе и Генуе, где и умерла.

## Потомки
- Эрнст (1770—1779), наследный принц Саксен-Гота-Альтенбурга
- Август (1772—1822)
- Фридрих IV (1774—1825)
- Людвиг (1777)